# Маунт-Вернон (Меріленд)
Маунт-Вернон (англ. Mount Vernon) — переписна місцевість (CDP) в США, в окрузі Сомерсет штату Меріленд. Населення — 779 осіб (2010).

## Географія
Маунт-Вернон розташований за координатами 38°14′22″ пн. ш. 75°47′7″ зх. д. / 38.23944° пн. ш. 75.78528° зх. д. (38.239554, -75.785307).  За даними Бюро перепису населення США в 2010 році переписна місцевість мала площу 40,53 км², з яких 33,74 км² — суходіл та 6,79 км² — водойми.

## Демографія
Згідно з переписом 2010 року, у переписній місцевості мешкало 779 осіб у 331 домогосподарстві у складі 233 родин. Густота населення становила 19 осіб/км².  Було 414 помешкання (10/км²).
Расовий склад населення:
| - 80,4 % — білих - 18,1 % — чорних або афроамериканців - 0,4 % — корінних американців |

До двох чи більше рас належало 0,6 %. Частка іспаномовних становила 0,9 % від усіх жителів.
За віковим діапазоном населення розподілялося таким чином: 19,0 % — особи молодші 18 років, 62,8 % — особи у віці 18—64 років, 18,2 % — особи у віці 65 років та старші. Медіана віку мешканця становила 48,8 року. На 100 осіб жіночої статі у переписній місцевості припадало 107,7 чоловіків;  на 100 жінок у віці від 18 років та старших — 101,6 чоловіків також старших 18 років.
Середній дохід на одне домашнє господарство  становив 47 710 доларів США (медіана — 39 350), а середній дохід на одну сім'ю — 48 393 долари (медіана — 45 063). За межею бідності перебувало 4,4 % осіб, у тому числі 0,0 % дітей у віці до 18 років та 6,8 % осіб у віці 65 років та старших.
Цивільне працевлаштоване населення становило 237 осіб. Основні галузі зайнятості: освіта, охорона здоров'я та соціальна допомога — 47,3 %, мистецтво, розваги та відпочинок — 16,5 %, будівництво — 11,8 %, публічна адміністрація — 10,5 %.